# Cal Cinto (la Sentiu de Sió)
Cal Cinto és una casa noucentista de la Sentiu de Sió (Noguera) inclosa a l'Inventari del Patrimoni Arquitectònic de Catalunya.

## Descripció
Casa de tres plantes. La inferior comprèn una casa de planta baixa i el vestíbul d'accés als pisos superiors. El primer pis té un sol balcó corregut mentre que el segon en té tres de semicirculars, tots amb les baranes de metall amb decoracions de garlandes florals. A dalt de la façana hi ha un fris esgrafiat de color granat (garlandes) i més amunt i centrat, un cercle amb la lletra J i la data 1929 inscrites.